# Idas
Idas foi um personagem da mitologia grega. Filho de Afareu e Arene, e irmão de Linceu. Os irmãos disputaram o amor de Hilaeira e Febe com Castor e Pólux, quando Castor foi morto. Foi um dos argonautas, e disputou também o amor de Marpessa com Apolo, vencendo-o. Teve uma filha, Cleópatra Alcione.